# Тринадесета танкова бригада
Тринадесета танкова бригада е бивше сухопътно формирование на българската армия, дислоцирано в Сливен.

## История
Създадено е през октомври 1948 г. след предислоциране на три танкови дружини – 1-ва танкова дружина от Казанлък, 2-ра танкова дружина от София и 3-та танкова дружина от Пловдив. Бригадата е сформирана официално на 1 януари 1949 г. под името трета танкова бригада и е придадена към трета армия. Бойното си знаме получава на 6 октомври 1950 г., дата, която се чества официално в историята на бригадата. По-късно бригадата е преименувана на тринадесета танкова бригада, а от 1998 г. е тринадесета сливенска танкова бригада. Няколко пъти променя щата и организацията си. На 1 юни 2008 г. бригадата става Център за подготовка на танкови подразделения. Понастоящем военното формирование се води под номер 22220.

## Имена
- трета танкова бригада – 1948 – 1950
- тринадесета танкова бригада – 1950 – 1998
- тринадесета Сливенска танкова бригада – 1998 – 2002
- тринадесета танкова бригада – 2002 – 1 юни 2008
- Център за подготовка на танкови подразделения – 1 юни 2008 – 1 декември 2012
- Център за подготовка на специалисти – 1 декември 2012 –

## Командири
- подполковник Димитър Попов – от октомври 1948 г. до ноември 1951 г.;
- подполковник Атанас Бакалов – от 1951 г. до 1952 г.;
- полковник Никола Грънчаров – от 1955 г. до 1956 г.;
- подполковник Цоцо Цоцов – от 1956 г. до 1962 г.;
- полковник Калин Проданов – от 1963 г. до 1970 г.;
- полковник Генко Данков – от 1970 г. до 1978 г.;
- полковник Колю Колев – от 1978 г. до 1980 г.;
- полковник Димитър Одрински – от 1980 г. до 1982 г.;
- подполковник Панто Пантев – от 1982 г. до 1986 г.;
- подполковник Васил Вълков – от 1986 г. до 1987 г.;
- полковник Ганчо Денев – от 1987 г. до 1989 г.;
- подполковник Иван Добрев – от 1989 г. до 1992 г.;
- полковник Васил Василев – от 1992 г. до 1997 г.;
- полковник Галимир Пехливанов – от 1997 г. до 2002 г.;
- полковник Стефан Василев – от 2002 г. до 2003 г.;
- полковник Цветан Харизанов – от 2003 г. до 22 декември 2005 г.;
- полковник Пламен Атанасов – от 22 декември 2005 г. до 2008 г.;
- полковник Николай Спиров – от 2008 г. до 2010 г.;
- полковник Христо Стаматов – от 2010 г.до 2015 г.;
- полковник Любомир Вачев – от 2015 г.